# Юшков Рог
Юшков Рог (укр. Юшків Ріг, до 2016 г. — Петро́вское) — село, входит в Таращанский район Киевской области Украины.
Население по переписи 2001 года составляло 731 человек. Почтовый индекс — 09531. Телефонный код — 4566. Занимает площадь 3,783 км². Код КОАТУУ — 3224484401.

## Местный совет
09531, Киевская обл., Таращанский р-н, с. Юшков Рог